# Aleksandyr Krajczew
Aleksandyr Lubomirow Krajczew (bułg. Александър Любомиров Крайчев, ur. 28 października 1951) – bułgarski sztangista. Srebrny medalista olimpijski z Monachium.
Zawody w 1972 były jego jedynymi igrzyskami olimpijskimi. Zajął drugie miejsce w rywalizacji w wadze ciężkiej (do 100 kg). Impreza ta równocześnie była mistrzostwami świata. Ponadto był srebrnym medalistą mistrzostw świata w 1970, a brązowym w 1971. Na mistrzostwach Europy był drugi w 1970 i 1971.